# جامع الشيخ رجب (راوة)
جامع الشيخ رجب وهو من الجوامع التراثية القديمة في العراق، ينسب تشييده إلى الشيخ رجب قبل 400 عام (1034هـ/1625م) تقريباً، ويقع في قضاء راوة في محافظة الأنبار في غرب العراق، في حي القلعة بالقرب من مرقد ومقبرة الشيخ رجب على ضفاف نهر الفرات، ومازالت آثار الجامع القديم الذي كان يسمى باسم «الجامع البراني» شاخصة لحد الآن، ومنها هيكل الجامع القديم المتهدم والمحراب وقبة الجامع، حيث تعرض قضاء راوة للغرق في عام 1408هـ/1989م، ومع المدينة غرق الجامع كذلك وتم بعدها بناء مسجد حديث وبنفس الأسم في أعلى الجهة الخلفية للجامع القديم على الشارع العام، ويطل على ضفاف نهر الفرات، وبتصميم المهندس رائد علي الراوي، وتقام فيهِ حالياً الصلوات الخمس وصلاة الجمعة وصلاة العيدين، ولهُ الآن مصلى مساحتهُ 100م2، ويتسع لأكثر من 100 مصل، ويتوسطه محراب وعن يمينه منبر الإمام والخطيب، وللجامع منارة مئذنة عالية بأرتفاع 30 متراً، حيث بقيت على الأسس القديمة للجامع.

## معرض صور

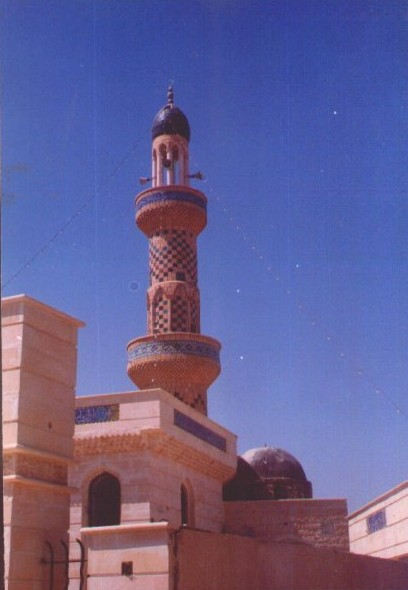
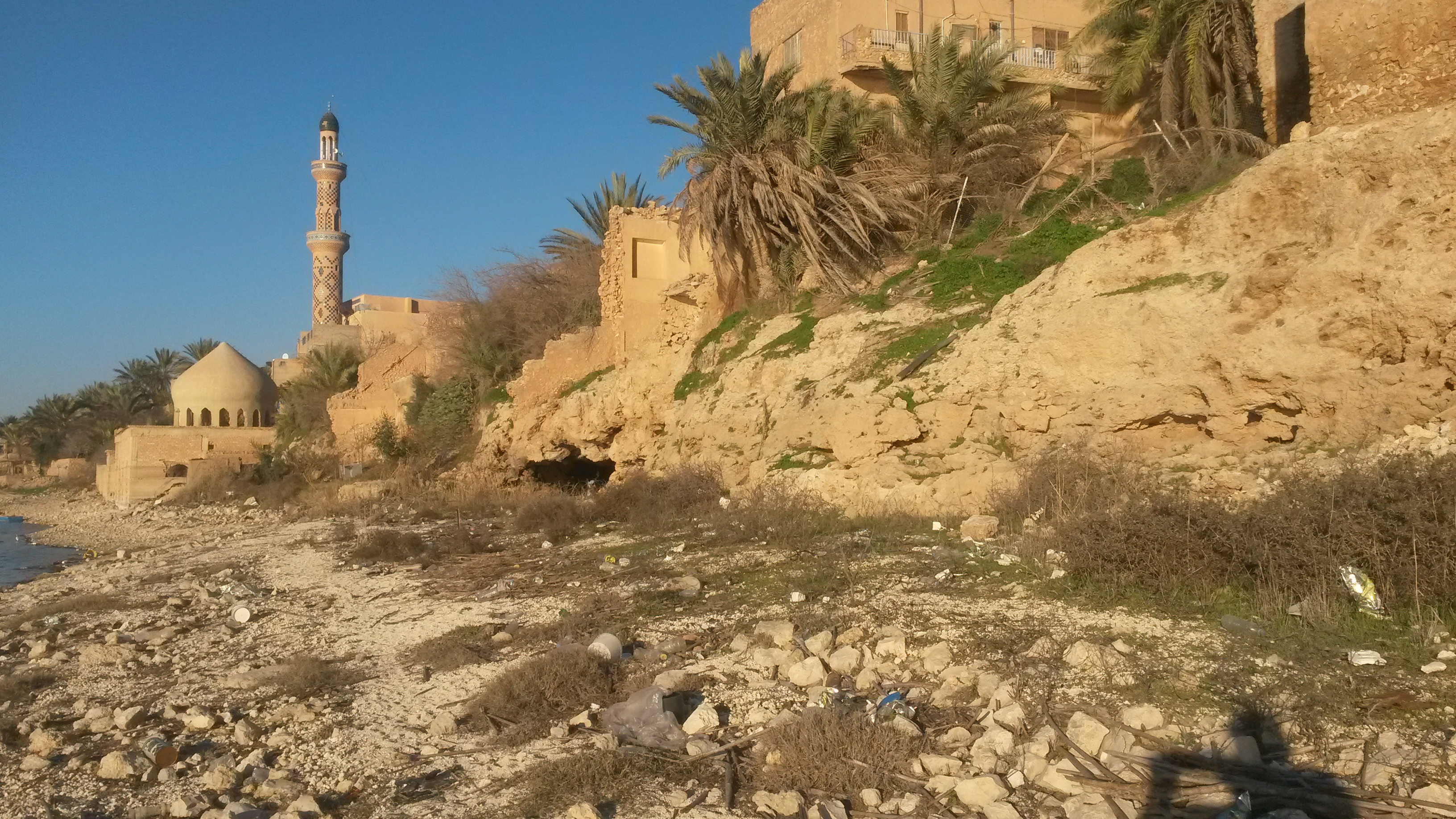
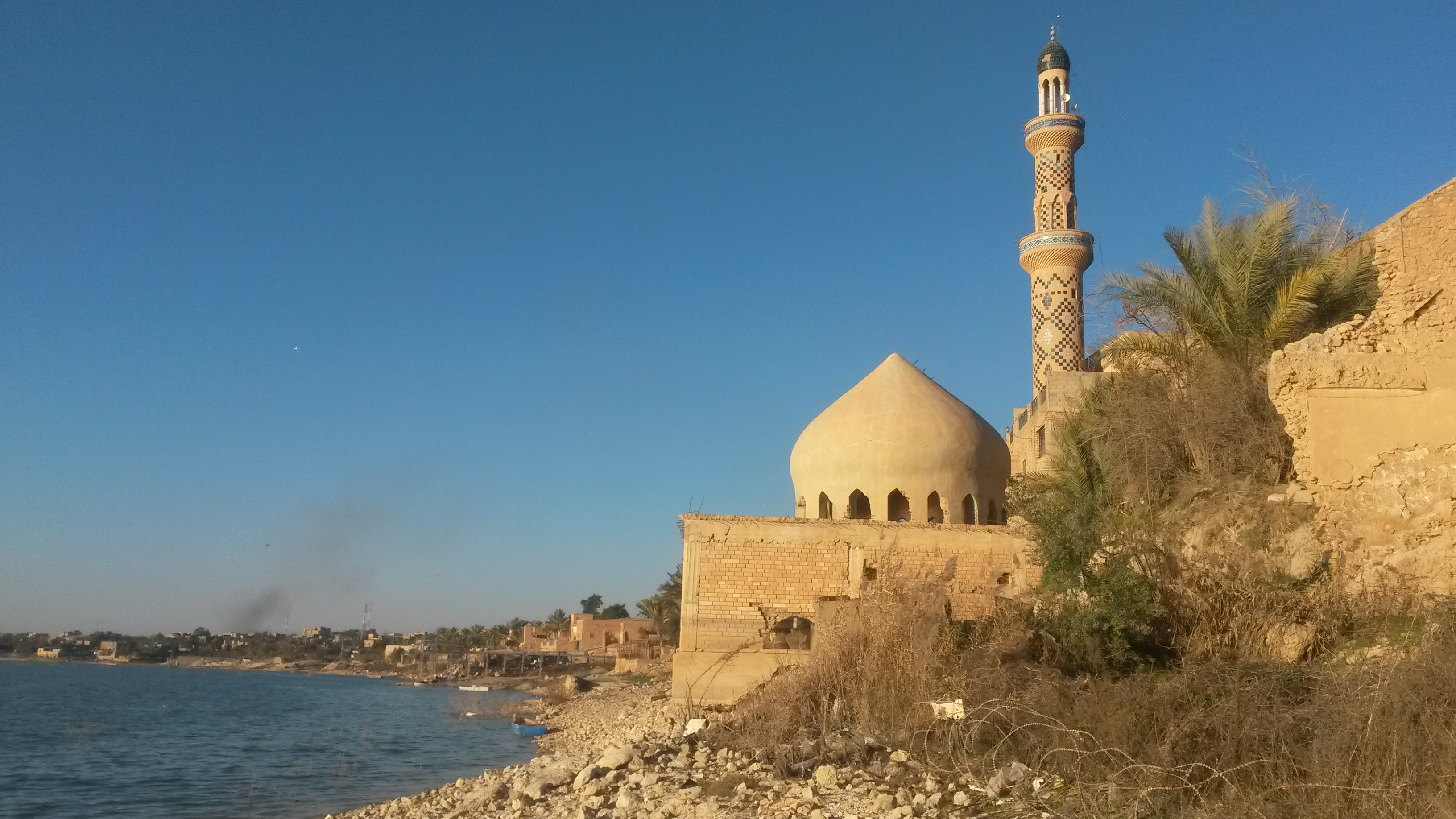
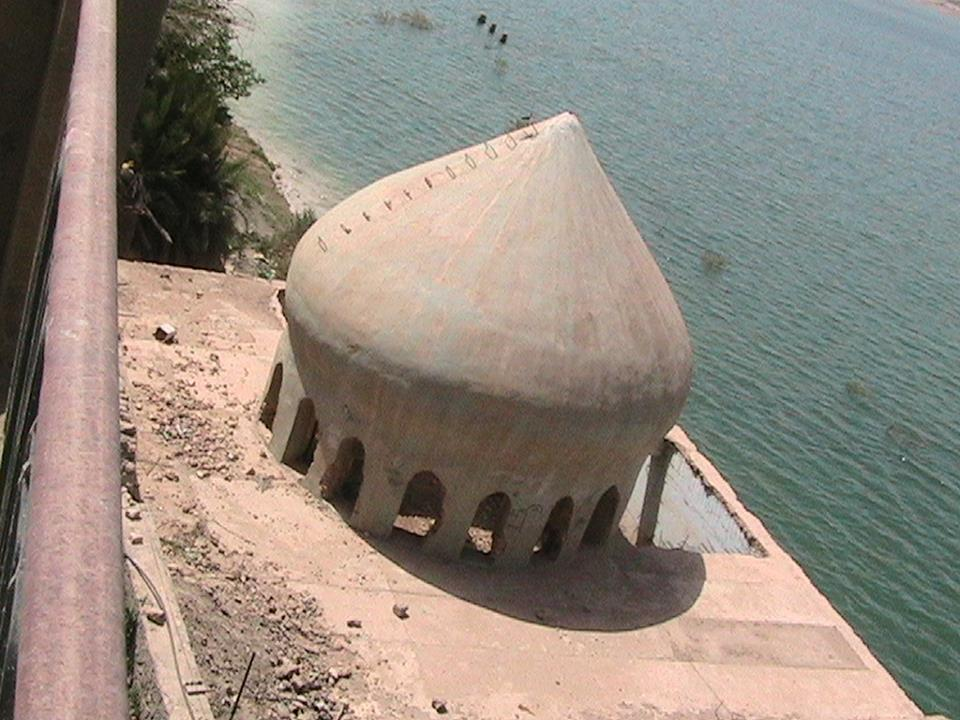
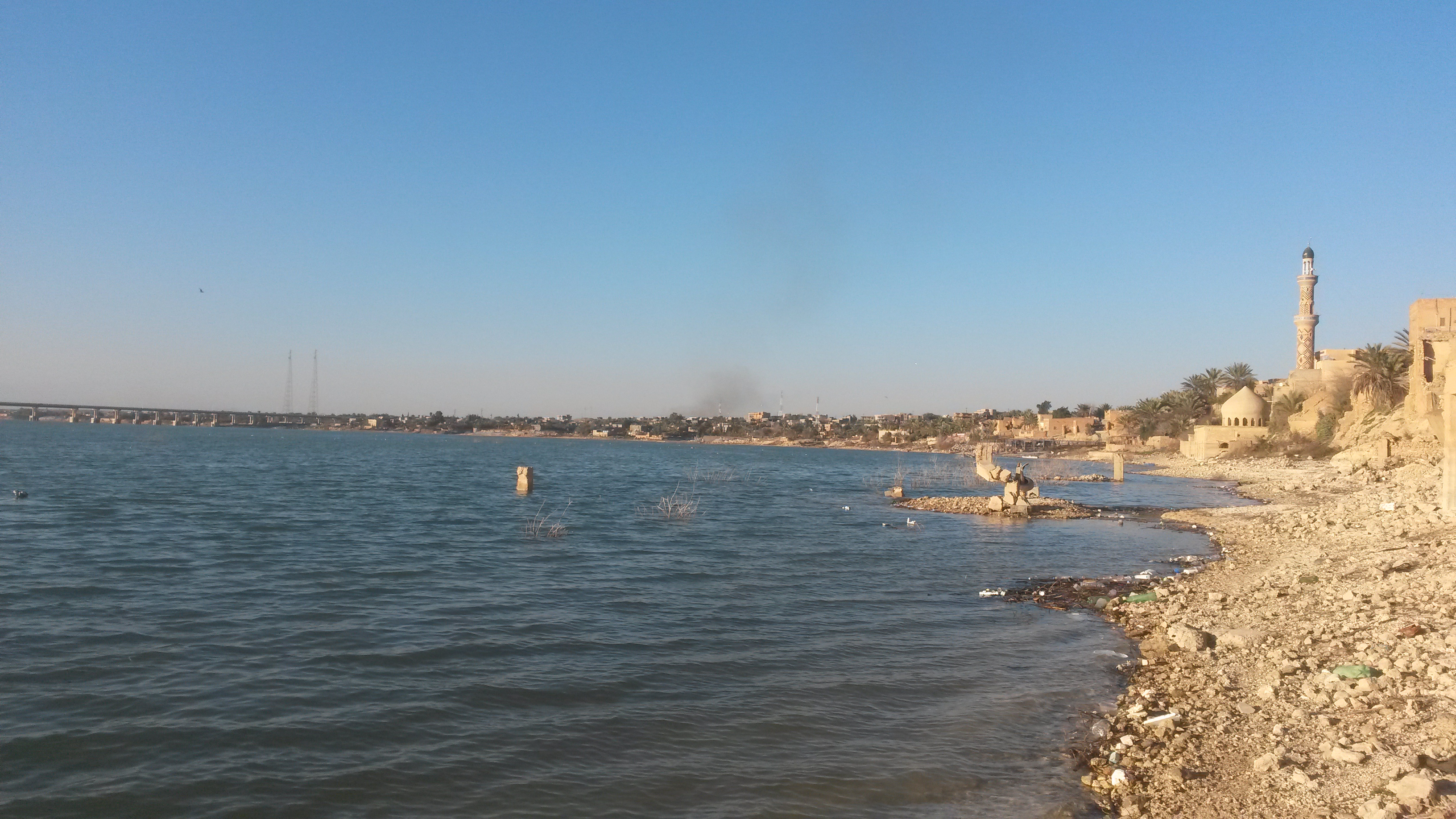
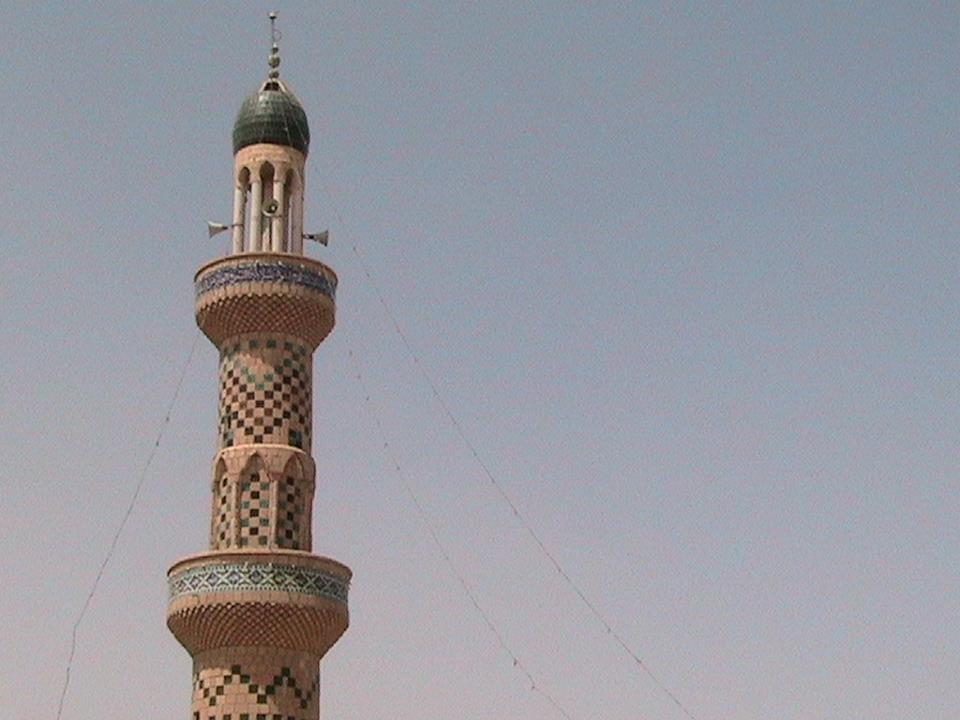